# عبدالله الیوسف (بازیکن فوتبال)
عبدالله الیوسف (انگلیسی: Abdullah Al-Yousef؛ زادهٔ ۱۶ سپتامبر ۱۹۸۹) یک ورزشکار اهل عربستان سعودی است.
از باشگاه‌هایی که در آن بازی کرده‌است می‌توان به باشگاه فوتبال هجر عربستان سعودی اشاره کرد.